# Christiaan Brunings (waterbouwkundige)

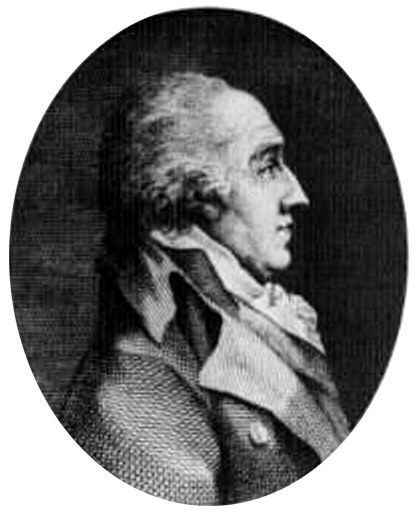
Christiaan Brunings

Christiaan Brunings (Neckarau (bij Mannheim), 3 november 1736 - Den Haag, 16 mei 1805) was een Nederlands waterbouwkundige, lid van de waterbouw-familie Brunings. Hij wordt gezien als de grondlegger van Rijkswaterstaat.

## Opleiding
Brunings was zoon van de predikant David Brunings uit het Duitse Neckarau bij Mannheim. Deze ging toen Christiaan vijf jaar was naar Amsterdam, waar hij in een aantal theologische conficten betrokken raakte. Zijn moeder was  Elisabeth Margaretha Six. In 1749 overleed zijn vader. Hij ging toen met zijn voogd kort naar Bohemen, maar keerde in 1751 terug naar Amsterdam, waar hij het gymnasium bezocht. Daarna ging hij naar de universiteit in Heidelberg. Hij moest zijn studie in 1755 wegens geldgebrek afbreken en vond werk in de azijnmakerij van zijn zwager in Nederland. Hier ontmoette hij Jan Noppen (1706-1764), opzichter bij het Hoogheemraadschap van Rijnland. Hij werd Brunings leermeester en onderwees hem in de muziek, wis- en natuurkunde, astronomie en waterbouwkunde. Na het overlijden van Noppen volgde Brunings hem op 25 mei 1765 in zijn functie op.

## Loopbaan
In 1769 werd hij Inspecteur-Generaal van 's Lands Rivieren, waarbij zijn aandacht vooral uitging naar de waterhuishouding van de bovenrivieren. In 1798 volgde zijn benoeming tot hoofd van het Bureau voor Waterstaat, de voorloper van Rijkswaterstaat. Brunings was meer dan dertig jaar hoofd van de Nederlandse waterstaat, vanaf 1800 als Inspecteur-Generaal van den Waterstaat der Bataafsche Republiek, vanaf 1803 als Directeur van 's Lands Rivier- en Zeewerken.
Brunings speelde een belangrijke rol in de onderhandelingen tussen de Koning van Pruisen en de gewesten Holland en Gelderland over de verdeling van het Rijnwater over Waal, Nederrijn en IJssel. Na 22 jaar onderhandelen werd in 1771 een verdrag gesloten over deze Rijnwaterverdeling, dat een eerste stap betekende in het internationaal overleg in waterstaatszaken.
Hij was betrokken bij de verbetering van de waterkeringen langs de Rijn. De regelmatige doorbraken in de waterkeringen veroorzaakten tot in Holland toe grote schade.

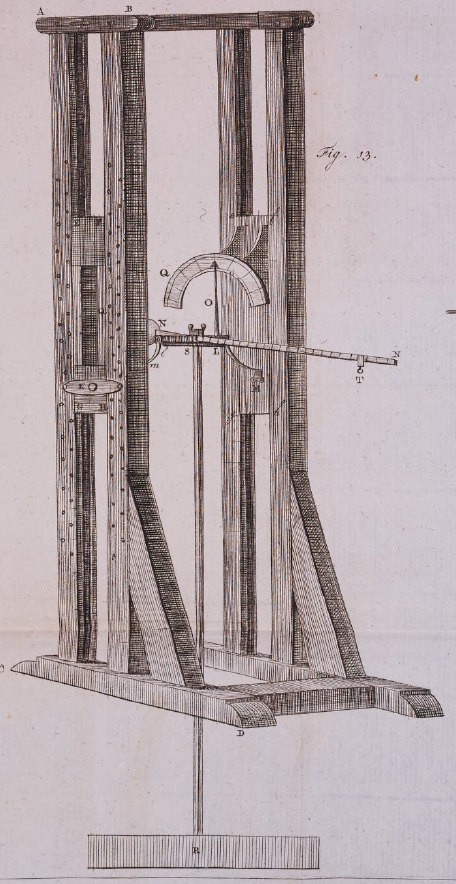
De snelheidsmeter van Brunings

Brunings werd tevens bekend door de uitvinding van de een instrument voor het meten van stroomsnelheden. Hij noemde dit een tachometer, maar het was geen toerenteller, maar een hellingmeter. Hierbij wordt de helling gemeten van draad naar een weerstandslichaam onder water; de hellingshoek is een maat voor de stroomsnelheid. In zijn huis "Zwanenburg" in Halfweg verrichtte hij meteorologische waarnemingen.

## Nagedachtenis

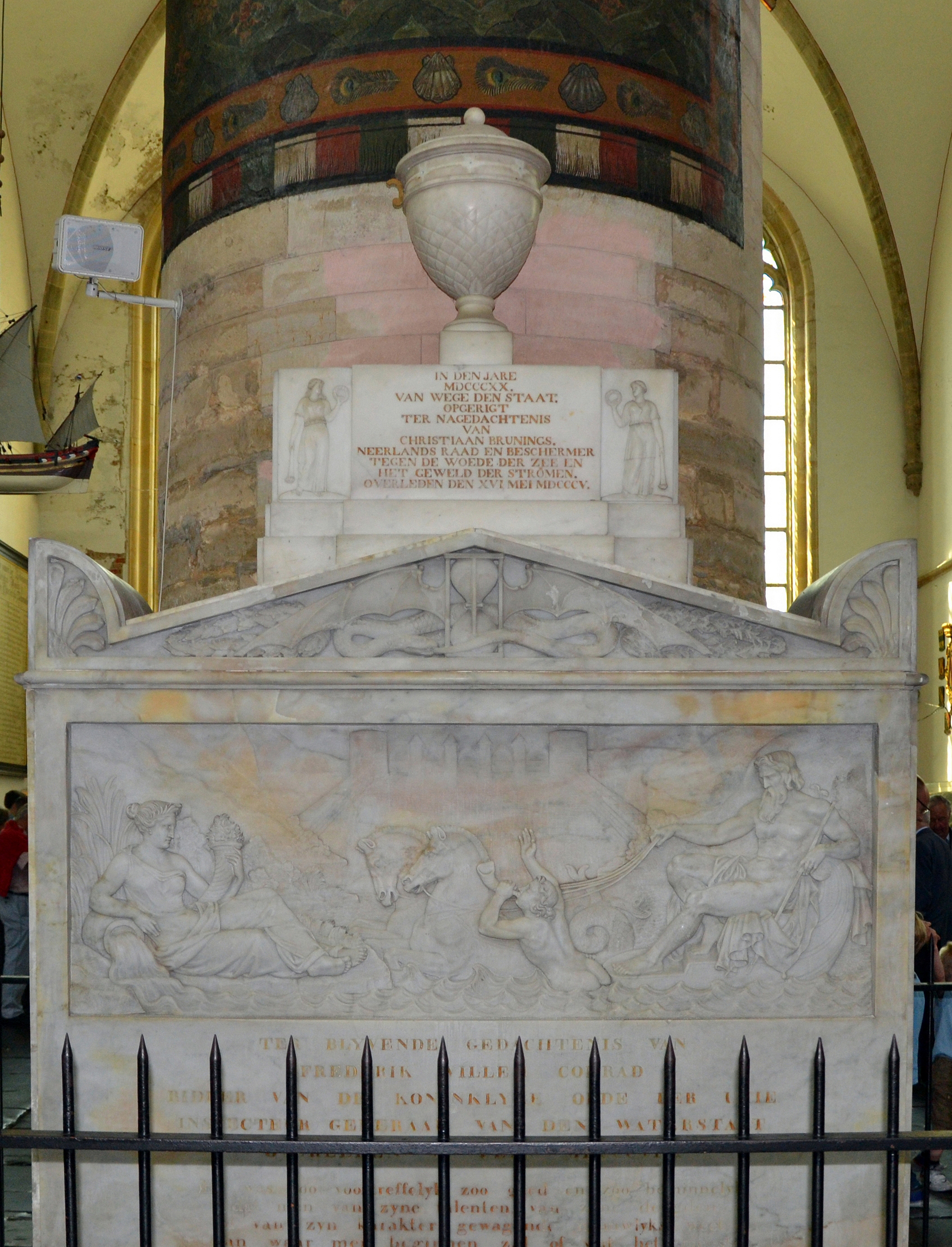
Grafsteen in Grote of Sint-Bavokerk, Haarlem

De grote betekenis van Brunings voor de ontwikkeling van de Nederlandse waterhuishouding staat kernachtig op diens grafsteen in de Grote of Sint-Bavokerk in Haarlem: "Nederlands Raad en Beschermer tegen de Woede der Zee en der Stormen", een uitspraak van zijn leerling en opvolger Frederik Willem Conrad.
In 1900 werd een nieuwe stoomijsbreker annex directievaartuig van Rijkswaterstaat naar Brunings genoemd. Het s.s. Christiaan Brunings maakt sinds 1968 deel uit van de collectie varende museumschepen van het Het Scheepvaartmuseum in Amsterdam.